# Federação de Voleibol da República Islâmica do Irã
A Federação de Voleibol da República Islâmica do Irã  (em inglês: Islamic Republic of Iran Volleyball Federation (I.R.I.V.F.), é a entidade que controla o voleibol no Irã. Foi fundada em 1945, sendo que até 1957 era integrada a  Federação do Basquetebol da República Islâmica do Irã. A entidade é responsável por organizar as seleções masculina e feminina do voleibol do país além da liga nacional e demais torneios oficiais.

## Presidentes anteriores
1- Amir Abbas Amin (1957–1963)

2- Kazem Rahbari (1963–1967)

3- Ali Akbar Mirfakhraei (1967–1968)

4- Kamal Khanli (1968–1969)

5- Fereidoun Farrokhnia (1969–1972)

6- Mehdi Khazaei (1972–1974)

7- Farhad Masoudi (1974–1978)

8- Manouchehr Shapouri (1978–1979)

9- Mahmoud Adl (1979–1980)

10- Gholamreza Jabbari (1980–1981)

11- Jaber Khalafzadeh (1981–1982)

12- Hossein Alirezaei (1982–1984)

13- Gholamreza Jabbari (1984–1987)

14- Parviz Khaki (1987–1990)

15- Mohammad Reza Yazdani-Khorram (1990–2006)

16- Mohammad Reza Davarzani (2006–2017)

17- Ahmad Ziaei (2017–2018)

## Ligações Externas
- Iran Volleyball History {em persa)